# Boca del Río (México)
Boca del Río é uma cidade do estado de Veracruz, México que está inserida no município de mesmo nome.
Boca del Río está situada na costa do Golfo do México na foz do Rio Jamapa, ao sul da cidade de Veracruz da qual faz parte de sua região metropolitana.
O município, que se estende por uma área de 42 km², contava, segundo o censo do ano 2005, com 141,906 habitantes. Além de Veracruz ao norte, o município de Boca del Río se limita com Alvarado ao sul e Medellín a oeste.
Em 1518 os conquistadores espanhóis chamaram esta área de Río Banderas. Em 1988 Boca del Río adquiriu o status de cidade.